# Elecciones estatales de Durango de 1998
Las elecciones estatales de Durango de 1998 se celebraron el domingo 5 de julio de 1998, habiéndose renovado los siguientes cargos de elección popular en el estado mexicano de Durango:
- Gobernador de Durango. Titular del Poder Ejecutivo del estado, electo para un periodo de seis años no reelegibles en ningún caso, el candidato electo fue Ángel Sergio Guerrero Mier.
- 39 ayuntamientos. Compuestos por un Presidente Municipal y regidores, electos para un periodo de tres años no reelegibles de manera consecutiva.
- 25 Diputados al Congreso del Estado. 15 Diputados electos por mayoría relativa en cada uno de los Distrito Electorales y 10 por representación proporcional.[1]

## Resultados electorales

### Gobernador
|  | 30.3 % |

|  | 39.9 % |

|  | 8.5 % |

|  | 21.3 % |

### Ayuntamientos

#### Ayuntamiento de Durango
- Ismael Hernández Deras  Hecho